# Евридамант
Евридамант (др.-греч. Εὐρυδάμᾱς) — имя ряда персонажей древнегреческой мифологии и литературы:
- сын Египта от финикиянки, получивший в жёны данаиду Фарту и убитый ею в первую брачную ночь[1][2];
- аргонавт, сын Ктимена[3][4] или Ира и Демонассы[5][6];
- троянец, отец Абанта и Полиида, упомянутых в «Илиаде»[7][8];
- троянец, зять Антенора, убитый Диомедом[9][10];
- один из женихов Пенелопы, убитый Одиссеем[11][12];
- один из ахейцев, сидевших в троянском коне, сын Пелия[13];
- сын Мидия, убитый фессалийцем Фрасиллом[14].